# Federico Ribero
Federico Nuriel Ribero (Buenos Aires, Argentina; 1970 - Ibídem; 17 de junio de 2013) fue un famoso empresario y escritor argentino.

## Carrera
Se inició como empresario en el campo de la gastronomía, fundador de la Francesca, el restaurante que funcionó en la planta baja del Patio Bullrich.
Junto al exgobernador de la provincia de Buenos Aires, Daniel Scioli, Ribero inauguró un colegio en Tigre para chicos de primer a tercer grado. Ya hacia un año atrás, que son su mujer visitaron el Centro de Apoyo Familiar Santa Clotilde de Las Tunas, en el partido de Tigre y se habían comprometido ayudar a los más pequeños la zona. Desde allí Federico se puso a trabajar y convocó a sus amigos más cercanos, entre ellos, Marcelo Tinelli, Leo Mateu y Federico Álvarez Castillo. En la ampliación del Colegio María de Guadalupe estuvo presente también Sergio Massa.
Realizó otros trabajos solidarios, como la construcción de casas para personas sin recursos, en el marco de las campañas que la hace la organización "Un techo para mi país", con la que Ribero estaba involucrado.
Era considerada como una persona muy espiritual que practicaba la meditación y hacía ejercicios de respiración diariamente. Estas prácticas las realizaba desde que hizo un curso de la Fundación El Arte de Vivir, una famosa ONG encabezada por Sri Sri Ravi Shankar.
En esa fundación, conoció al instructor Juan Mora y Araujo. Juntos escribieron el libro Inspirar: el arte de vivir mejor. En la publicación, remarcan la importancia de celebrar la vida al ciento por ciento.

## Vida privada
Estuvo casado con la modelo argentina Andrea Burstein, con quien tuvo dos hijos: Francesca (n. 2001) y Stefano (n. 2005).

## Fallecimiento
En mayo del 2011 en un estudio que se realizó tras algunas molestias en su salud, se le diagnosticó un cáncer de pulmón con metástasis en pleura, pericardio, diafragma y columna vertebral . Desde entonces se sometió a rigurosas sesiones de quimioterapia como parte del tratamiento médico. Los primeros síntomas los había sentido en abril de ese año cuando emprendió un viaje a la India junto con dos amigos, durante el cual se sentía sumamente cansado. El 6 de diciembre le extirparon el tumor primario (el del pulmón) en la clínica Alexander Fleming. Pero en abril de 2012, cuatro meses después de la intervención quirúrgica, recibió otra mala noticia: apareció una nueva lesión cancerígena, esta vez en una vértebra de la columna, por la cual le tuvieron que aplicar rayos.
Finalmente falleció el 17 de junio de 2013 a los 43 años de edad en el Sanatorio Los Arcos, sus restos descansan en el cementerio de Jardín de Paz.